# Srey Pov
Srey Pov är en kambodjansk utövare av den buddhistiska musikformen smot. Hon är en av Kambodjas yngsta och mest berömda smotartister. Hon växte upp i en fattig risodlarfamilj. Hon uppträder nästan dagligen i pagoder. Hon har uppträtt flera gånger i USA, en gång tillsammans med Houston Grand Opera. Hon har öppnat en butik som säljer produkter som används i buddhistiska ceremonier. Hon bor med sin familj i Phnom Penh.